# Acalypha peckoltii
Acalypha peckoltii é uma espécie de flor do gênero Acalypha, pertencente à família Euphorbiaceae.